# Goodbye (film, 2021)
Pour les articles homonymes, voir Goodbye.
Pour plus de détails, voir Fiche technique et Distribution.
Goodbye (グッバイ、ドン・グリーズ!, Gubbai, Don Gurīzu!) est un film d'animation japonais réalisé par Atsuko Ishizuka. Il est diffusé en avant-première à Tokyo le 5 novembre 2021 et sort en salles au Japon le 18 février 2022.
Il sort en salles en France le 18 janvier 2023.

## Synopsis
Roma et Toto forment le duo des "DonGlees", connus pour leurs talents en matière d'organisation de spectacles de feux d'artifice chaque été. Cette année-là, Toto rentre de Tokyo où il a terminé sa première année de lycée. Les "DonGlees" préparent leur spectacle habituel, rejoints par Drop qui se propose de filmer le feu d'artifice à l'aide d'un drone. Un bel été en perspective.
Mais le spectacle dysfonctionne : les feux d'artifice ne se déclenchent pas et une bourrasque emporte au loin le drone qui transportait la caméra. Et le pire est à venir : lorsqu'un feu de forêt démarre dans les parages, les voisins, puis tout l'Internet accusent les "DonGlees" d'en être à l'origine ! Le trio part en quête du drone égaré, qui a tout filmé et devrait pouvoir prouver leur innocence.

## Fiche technique
- Titre : Goodbye, Don Glees!
- Titre original : グッバイ、ドン・グリーズ! (Gubbai, Don Gurīzu!?)
- Réalisation : Atsuko Ishizuka
- Scénario : Atsuko Ishizuka
- Animation : Takahiro Yoshimatsu et Ayano Okamoto
- Photographie : Yuki Kawashita
- Décors :
- Musique : Yoshiki Fujisawa
- Production :
- Société de production : Madhouse et Kadokawa Pictures
- Société de distribution : Eurozoom
- Pays de production :  Japon
- Langue originale : japonais
- Format : couleur — 2,35:1
- Genre : animation
- Durée : 95 minutes
- Dates de sortie :
  - Japon : 
    - 5 novembre 2021 (Tokyo)
    - 18 février 2022 (en salles)

  - France : 
    - 13 juin 2022 (Annecy)
    - 18 janvier 2023 (en salles)[1]

## Distribution

### Voix originales
- Natsuki Hanae : Roma Kamogawa
- Yūki Kaji : Toto Mitarai
- Ayumu Murase : Drop Sakuma
- Kana Hanazawa : Tivoli Urayasu
- Rino Sashihara : Mako Kamogawa
- Atsushi Tamura : Tarō Kamogawa

### Voix françaises
- Arthur Dubois : Roma Kamogawa
- Alexis Flamant : Toto Mitarai
- Mathieu Dupire : Drop Sakuma
- Léa Poiré : Tivoli Urayasu
- Olivier Piechacyk : Père de Roma
- Claire Cahen : Mère de Roma
- Laalia Pépin : Sœur de Toto

Directeur Artistique : Alexandre Gibert
Adaptation : Vanessa Leiritz
Mixage : Aaron Baustert

## Accueil

### Accueil critique
En France, le site Allociné propose une moyenne de 3,2⁄5, fondée sur 13 critiques de presse. 